# Lista över fornlämningar i Vallentuna kommun (Orkesta)
Lista över fornlämningar i Vallentuna kommun (Orkesta) är en förteckning av ett urval av de fornlämningar som finns i Orkesta i Vallentuna kommun.
| Namn                               | Lämningstyp                      | Tillkomsttid | Historisk indelning | Plats | Läge                 | ID-nr          | Bild                                      |
| ---------------------------------- | -------------------------------- | ------------ | ------------------- | ----- | -------------------- | -------------- | ----------------------------------------- |
| Orkesta 5:1                        | Stensättning                     |              | Orkesta, Uppland    |       | 59.623068, 18.121110 | 10006500050001 | Ladda upp en bild av detta fornminne      |
| Orkesta 5:2                        | Stensättning                     |              | Orkesta, Uppland    |       | 59.622928, 18.120853 | 10006500050002 | Ladda upp en bild av detta fornminne      |
| Orkesta 6:1                        | Gravfält                         |              | Orkesta, Uppland    |       | 59.615376, 18.115956 | 10006500060001 | Ladda upp en bild av detta fornminne      |
| Orkesta 7:1                        | Gravfält                         |              | Orkesta, Uppland    |       | 59.608447, 18.129730 | 10006500070001 | Ladda upp en bild av detta fornminne      |
| Orkesta 8:1                        | Gravfält                         |              | Orkesta, Uppland    |       | 59.609274, 18.128791 | 10006500080001 | Ladda upp en bild av detta fornminne      |
| Orkesta 11:1                       | Gravfält                         |              | Orkesta, Uppland    |       | 59.606822, 18.118931 | 10006500110001 | Ladda upp en bild av detta fornminne      |
| Orkesta 15:1                       | Stensättning                     |              | Orkesta, Uppland    |       | 59.614166, 18.130224 | 10006500150001 | Ladda upp en bild av detta fornminne      |
| Orkesta 16:1                       | Gravfält                         |              | Orkesta, Uppland    |       | 59.609361, 18.112163 | 10006500160001 | Ladda upp en bild av detta fornminne      |
| Orkesta 17:1                       | Stensättning                     |              | Orkesta, Uppland    |       | 59.612457, 18.116400 | 10006500170001 | Ladda upp en bild av detta fornminne      |
| Orkesta 17:2                       | Stensättning                     |              | Orkesta, Uppland    |       | 59.612588, 18.116621 | 10006500170002 | Ladda upp en bild av detta fornminne      |
| Orkesta 18:1                       | Gravfält                         |              | Orkesta, Uppland    |       | 59.614683, 18.110498 | 10006500180001 | Ladda upp en bild av detta fornminne      |
| Orkesta 21:1                       | Gravfält                         |              | Orkesta, Uppland    |       | 59.595989, 18.107968 | 10006500210001 | Ladda upp en bild av detta fornminne      |
| Orkesta 22:1                       | Gravfält                         |              | Orkesta, Uppland    |       | 59.592189, 18.112452 | 10006500220001 | Ladda upp en bild av detta fornminne      |
| Orkesta 22:2                       | Husgrund, förhistorisk/medeltida |              | Orkesta, Uppland    |       | 59.591479, 18.112327 | 10006500220002 | Ladda upp en bild av detta fornminne      |
| Orkesta 22:3                       | Husgrund, förhistorisk/medeltida |              | Orkesta, Uppland    |       | 59.591573, 18.112677 | 10006500220003 | Ladda upp en bild av detta fornminne      |
| Orkesta 23:1                       | Stensättning                     |              | Orkesta, Uppland    |       | 59.592809, 18.116014 | 10006500230001 | Ladda upp en bild av detta fornminne      |
| Orkesta 24:1                       | Gravfält                         |              | Orkesta, Uppland    |       | 59.595494, 18.102384 | 10006500240001 | Ladda upp en bild av detta fornminne      |
| Orkesta 26:1                       | Hög                              |              | Orkesta, Uppland    |       | 59.599564, 18.081195 | 10006500260001 | Ladda upp en bild av detta fornminne      |
| Orkesta 28:1                       | Runristning                      |              | Orkesta, Uppland    |       | 59.604749, 18.110402 | 10006500280001 | Ladda upp en till bild av detta fornminne |
| Orkesta 28:2                       | Runristning                      |              | Orkesta, Uppland    |       | 59.604702, 18.110127 | 10006500280002 | Ladda upp en till bild av detta fornminne |
| Orkesta 28:3                       | Runristning                      |              | Orkesta, Uppland    |       | 59.604704, 18.110003 | 10006500280003 | Ladda upp en till bild av detta fornminne |
| Orkesta 29:1                       | Runristning                      |              | Orkesta, Uppland    |       | 59.604639, 18.109943 | 10006500290001 | Ladda upp en till bild av detta fornminne |
| Orkesta 29:2                       | Runristning                      |              | Orkesta, Uppland    |       | 59.604640, 18.109976 | 10006500290002 | Ladda upp en till bild av detta fornminne |
| Kööhögen,Kungshögen (Orkesta 30:1) | Hög                              |              | Orkesta, Uppland    |       | 59.613734, 18.080675 | 10006500300001 | Ladda upp en bild av detta fornminne      |
| Kööhögen,Kungshögen (Orkesta 30:2) | Stensättning                     |              | Orkesta, Uppland    |       | 59.613931, 18.080596 | 10006500300002 | Ladda upp en bild av detta fornminne      |
| Kööhögen,Kungshögen (Orkesta 30:3) | Stensättning                     |              | Orkesta, Uppland    |       | 59.614033, 18.080538 | 10006500300003 | Ladda upp en bild av detta fornminne      |
| Orkesta 31:1                       | Gravfält                         |              | Orkesta, Uppland    |       | 59.614557, 18.080817 | 10006500310001 | Ladda upp en bild av detta fornminne      |
| Orkesta 32:1                       | Gravfält                         |              | Orkesta, Uppland    |       | 59.617337, 18.082751 | 10006500320001 | Ladda upp en bild av detta fornminne      |
| Orkesta 33:1                       | Runristning                      |              | Orkesta, Uppland    |       | 59.605820, 18.116105 | 10006500330001 | Ladda upp en bild av detta fornminne      |
| Orkesta 34:1                       | Runristning                      |              | Orkesta, Uppland    |       | 59.596864, 18.109087 | 10006500340001 | Ladda upp en bild av detta fornminne      |
| Orkesta 36:1                       | Stensättning                     |              | Orkesta, Uppland    |       | 59.606609, 18.119440 | 10006500360001 | Ladda upp en bild av detta fornminne      |
| Orkesta 39:1                       | Gravfält                         |              | Orkesta, Uppland    |       | 59.611536, 18.095550 | 10006500390001 | Ladda upp en bild av detta fornminne      |
| Orkesta 40:1                       | Stensättning                     |              | Orkesta, Uppland    |       | 59.612175, 18.092027 | 10006500400001 | Ladda upp en bild av detta fornminne      |
| Orkesta 40:2                       | Stensättning                     |              | Orkesta, Uppland    |       | 59.612243, 18.091782 | 10006500400002 | Ladda upp en bild av detta fornminne      |
| Orkesta 43:1                       | Stensättning                     |              | Orkesta, Uppland    |       | 59.610700, 18.087079 | 10006500430001 | Ladda upp en bild av detta fornminne      |
| Orkesta 43:2                       | Stensättning                     |              | Orkesta, Uppland    |       | 59.610514, 18.086708 | 10006500430002 | Ladda upp en bild av detta fornminne      |
| Orkesta 43:3                       | Stensättning                     |              | Orkesta, Uppland    |       | 59.610292, 18.086582 | 10006500430003 | Ladda upp en bild av detta fornminne      |
| Orkesta 44:1                       | Runristning                      |              | Orkesta, Uppland    |       | 59.595173, 18.099275 | 10006500440001 | Ladda upp en till bild av detta fornminne |
| Orkesta 45:1                       | Stensättning                     |              | Orkesta, Uppland    |       | 59.594837, 18.097705 | 10006500450001 | Ladda upp en bild av detta fornminne      |
| Orkesta 45:2                       | Stensättning                     |              | Orkesta, Uppland    |       | 59.594751, 18.097390 | 10006500450002 | Ladda upp en bild av detta fornminne      |
| Orkesta 46:1                       | Runristning                      |              | Orkesta, Uppland    |       | 59.597117, 18.092198 | 10006500460001 | Ladda upp en till bild av detta fornminne |
| Orkesta 47:1                       | Gravfält                         |              | Orkesta, Uppland    |       | 59.597648, 18.091363 | 10006500470001 | Ladda upp en bild av detta fornminne      |
| Orkesta 48:1                       | Gravfält                         |              | Orkesta, Uppland    |       | 59.597304, 18.093094 | 10006500480001 | Ladda upp en bild av detta fornminne      |
| Orkesta 49:1                       | Gravfält                         |              | Orkesta, Uppland    |       | 59.604430, 18.098408 | 10006500490001 | Ladda upp en bild av detta fornminne      |
| Orkesta 50:1                       | Gravfält                         |              | Orkesta, Uppland    |       | 59.606711, 18.095821 | 10006500500001 | Ladda upp en bild av detta fornminne      |
| Orkesta 51:1                       | Stensättning                     |              | Orkesta, Uppland    |       | 59.606331, 18.093621 | 10006500510001 | Ladda upp en bild av detta fornminne      |
| Orkesta 52:1                       | Gravfält                         |              | Orkesta, Uppland    |       | 59.605070, 18.096958 | 10006500520001 | Ladda upp en bild av detta fornminne      |
| Orkesta 53:1                       | Gravfält                         |              | Orkesta, Uppland    |       | 59.600513, 18.084438 | 10006500530001 | Ladda upp en bild av detta fornminne      |
| Orkesta 55:1                       | Gravfält                         |              | Orkesta, Uppland    |       | 59.587761, 18.093450 | 10006500550001 | Ladda upp en bild av detta fornminne      |
| Orkesta 56:1                       | Gravfält                         |              | Orkesta, Uppland    |       | 59.589804, 18.100352 | 10006500560001 | Ladda upp en bild av detta fornminne      |
| Orkesta 57:1                       | Gravfält                         |              | Orkesta, Uppland    |       | 59.590447, 18.104183 | 10006500570001 | Ladda upp en bild av detta fornminne      |
| Orkesta 58:1                       | Gravfält                         |              | Orkesta, Uppland    |       | 59.591354, 18.106158 | 10006500580001 | Ladda upp en bild av detta fornminne      |
| Orkesta 59:1                       | Minnesmärke                      |              | Orkesta, Uppland    |       | 59.583808, 18.118011 | 10006500590001 | Ladda upp en till bild av detta fornminne |
| Vasakullen (Orkesta 60:1)          | Borg                             |              | Orkesta, Uppland    |       | 59.583707, 18.117870 | 10006500600001 | Ladda upp en till bild av detta fornminne |
| Kvarnbacken (Orkesta 65:1)         | Gravfält                         |              | Orkesta, Uppland    |       | 59.579802, 18.132400 | 10006500650001 | Ladda upp en bild av detta fornminne      |
| Orkesta 67:1                       | Gravfält                         |              | Orkesta, Uppland    |       | 59.583497, 18.140611 | 10006500670001 | Ladda upp en bild av detta fornminne      |
| Orkesta 70:1                       | Hög                              |              | Orkesta, Uppland    |       | 59.588853, 18.138245 | 10006500700001 | Ladda upp en bild av detta fornminne      |
| Orkesta 71:1                       | Gravfält                         |              | Orkesta, Uppland    |       | 59.585467, 18.127065 | 10006500710001 | Ladda upp en bild av detta fornminne      |
| Orkesta 76:1                       | Stensättning                     |              | Orkesta, Uppland    |       | 59.588738, 18.134875 | 10006500760001 | Ladda upp en bild av detta fornminne      |
| Orkesta 77:1                       | Gravfält                         |              | Orkesta, Uppland    |       | 59.587962, 18.133583 | 10006500770001 | Ladda upp en bild av detta fornminne      |
| Orkesta 78:1                       | Gravfält                         |              | Orkesta, Uppland    |       | 59.589237, 18.137195 | 10006500780001 | Ladda upp en bild av detta fornminne      |
| Orkesta 81:1                       | Gravfält                         |              | Orkesta, Uppland    |       | 59.584178, 18.136137 | 10006500810001 | Ladda upp en bild av detta fornminne      |
| Orkesta 82:1                       | Hög                              |              | Orkesta, Uppland    |       | 59.583728, 18.137065 | 10006500820001 | Ladda upp en bild av detta fornminne      |
| Orkesta 83:1                       | Gravfält                         |              | Orkesta, Uppland    |       | 59.586040, 18.140177 | 10006500830001 | Ladda upp en bild av detta fornminne      |
| Orkesta 84:1                       | Gravfält                         |              | Orkesta, Uppland    |       | 59.583300, 18.136733 | 10006500840001 | Ladda upp en bild av detta fornminne      |
| Orkesta 85:1                       | Stensättning                     |              | Orkesta, Uppland    |       | 59.584791, 18.136612 | 10006500850001 | Ladda upp en bild av detta fornminne      |
| Orkesta 86:1                       | Gravfält                         |              | Orkesta, Uppland    |       | 59.586971, 18.101998 | 10006500860001 | Ladda upp en bild av detta fornminne      |
| Orkesta 87:1                       | Stensättning                     |              | Orkesta, Uppland    |       | 59.583337, 18.093421 | 10006500870001 | Ladda upp en bild av detta fornminne      |
| Orkesta 87:2                       | Stensättning                     |              | Orkesta, Uppland    |       | 59.583140, 18.093476 | 10006500870002 | Ladda upp en bild av detta fornminne      |
| Orkesta 87:4                       | Stensättning                     |              | Orkesta, Uppland    |       | 59.583270, 18.093904 | 10006500870004 | Ladda upp en bild av detta fornminne      |
| Orkesta 89:1                       | Gravfält                         |              | Orkesta, Uppland    |       | 59.592103, 18.086757 | 10006500890001 | Ladda upp en bild av detta fornminne      |
| Orkesta 90:1                       | Stensättning                     |              | Orkesta, Uppland    |       | 59.594342, 18.084869 | 10006500900001 | Ladda upp en bild av detta fornminne      |
| Orkesta 91:1                       | Gravfält                         |              | Orkesta, Uppland    |       | 59.595035, 18.095974 | 10006500910001 | Ladda upp en bild av detta fornminne      |
| Orkesta 92:1                       | Stensättning                     |              | Orkesta, Uppland    |       | 59.596852, 18.099013 | 10006500920001 | Ladda upp en bild av detta fornminne      |
| Orkesta 93:1                       | Gravfält                         |              | Orkesta, Uppland    |       | 59.604000, 18.080201 | 10006500930001 | Ladda upp en bild av detta fornminne      |
| Orkesta 94:1                       | Gravfält                         |              | Orkesta, Uppland    |       | 59.623208, 18.130273 | 10006500940001 | Ladda upp en bild av detta fornminne      |
| Orkesta 95:1                       | Stensättning                     |              | Orkesta, Uppland    |       | 59.615560, 18.101007 | 10006500950001 | Ladda upp en bild av detta fornminne      |
| Orkesta 96:1                       | Hög                              |              | Orkesta, Uppland    |       | 59.616180, 18.112707 | 10006500960001 | Ladda upp en bild av detta fornminne      |
| Orkesta 96:2                       | Stensättning                     |              | Orkesta, Uppland    |       | 59.616398, 18.112562 | 10006500960002 | Ladda upp en bild av detta fornminne      |
| Orkesta 98:1                       | Grav- och boplatsområde          |              | Orkesta, Uppland    |       | 59.616419, 18.124858 | 10006500980001 | Ladda upp en bild av detta fornminne      |
| Orkesta 99:1                       | Stensättning                     |              | Orkesta, Uppland    |       | 59.611683, 18.086998 | 10006500990001 | Ladda upp en bild av detta fornminne      |
| Orkesta 100:1                      | Gravfält                         |              | Orkesta, Uppland    |       | 59.603570, 18.094929 | 10006501000001 | Ladda upp en bild av detta fornminne      |
| Orkesta 101:1                      | Röse                             |              | Orkesta, Uppland    |       | 59.611334, 18.108945 | 10006501010001 | Ladda upp en bild av detta fornminne      |
| Orkesta 102:1                      | Hög                              |              | Orkesta, Uppland    |       | 59.596023, 18.113265 | 10006501020001 | Ladda upp en bild av detta fornminne      |
| Orkesta 103:1                      | Gravfält                         |              | Orkesta, Uppland    |       | 59.597634, 18.113292 | 10006501030001 | Ladda upp en bild av detta fornminne      |
| Orkesta 104:1                      | Stensättning                     |              | Orkesta, Uppland    |       | 59.594063, 18.101224 | 10006501040001 | Ladda upp en bild av detta fornminne      |
| Orkesta 106:1                      | Gravfält                         |              | Orkesta, Uppland    |       | 59.590858, 18.109368 | 10006501060001 | Ladda upp en bild av detta fornminne      |
| Orkesta 107:1                      | Stensättning                     |              | Orkesta, Uppland    |       | 59.594825, 18.124338 | 10006501070001 | Ladda upp en bild av detta fornminne      |
| Orkesta 108:1                      | Runristning                      |              | Orkesta, Uppland    |       | 59.594865, 18.105260 | 10006501080001 | Ladda upp en bild av detta fornminne      |
| Orkesta 113:1                      | Stensättning                     |              | Orkesta, Uppland    |       | 59.589081, 18.136079 | 10006501130001 | Ladda upp en bild av detta fornminne      |
| Orkesta 116:1                      | Stensättning                     |              | Orkesta, Uppland    |       | 59.582768, 18.099469 | 10006501160001 | Ladda upp en bild av detta fornminne      |
| Orkesta 118:1                      | Stensättning                     |              | Orkesta, Uppland    |       | 59.586542, 18.093012 | 10006501180001 | Ladda upp en bild av detta fornminne      |
| Orkesta 118:2                      | Stensättning                     |              | Orkesta, Uppland    |       | 59.586554, 18.092695 | 10006501180002 | Ladda upp en bild av detta fornminne      |
| Orkesta 120:1                      | Stensättning                     |              | Orkesta, Uppland    |       | 59.592020, 18.105337 | 10006501200001 | Ladda upp en bild av detta fornminne      |
| Orkesta 120:2                      | Stensättning                     |              | Orkesta, Uppland    |       | 59.591810, 18.105152 | 10006501200002 | Ladda upp en bild av detta fornminne      |
| Orkesta 124:1                      | Runristning                      |              | Orkesta, Uppland    |       | 59.610672, 18.084654 | 10006501240001 | Ladda upp en bild av detta fornminne      |
| Orkesta 125:1                      | Hög                              |              | Orkesta, Uppland    |       | 59.611751, 18.083086 | 10006501250001 | Ladda upp en bild av detta fornminne      |
| Orkesta 131:1                      | Stensättning                     |              | Orkesta, Uppland    |       | 59.615790, 18.105685 | 10006501310001 | Ladda upp en bild av detta fornminne      |
| Orkesta 134:1                      | Stensättning                     |              | Orkesta, Uppland    |       | 59.594968, 18.093804 | 10006501340001 | Ladda upp en bild av detta fornminne      |
| Orkesta 134:2                      | Hög                              |              | Orkesta, Uppland    |       | 59.595006, 18.094057 | 10006501340002 | Ladda upp en bild av detta fornminne      |
| Orkesta 134:3                      | Stensättning                     |              | Orkesta, Uppland    |       | 59.594889, 18.094021 | 10006501340003 | Ladda upp en bild av detta fornminne      |
| Orkesta 134:4                      | Stensättning                     |              | Orkesta, Uppland    |       | 59.594848, 18.093684 | 10006501340004 | Ladda upp en bild av detta fornminne      |
| Orkesta 141:1                      | Husgrund, förhistorisk/medeltida |              | Orkesta, Uppland    |       | 59.588923, 18.101173 | 10006501410001 | Ladda upp en bild av detta fornminne      |
| Orkesta 142:1                      | Gravfält                         |              | Orkesta, Uppland    |       | 59.585463, 18.098113 | 10006501420001 | Ladda upp en bild av detta fornminne      |
| Orkesta 143:1                      | Stensättning                     |              | Orkesta, Uppland    |       | 59.584297, 18.094643 | 10006501430001 | Ladda upp en bild av detta fornminne      |
| Orkesta 143:2                      | Stensättning                     |              | Orkesta, Uppland    |       | 59.584346, 18.094844 | 10006501430002 | Ladda upp en bild av detta fornminne      |
| Orkesta 143:3                      | Stensättning                     |              | Orkesta, Uppland    |       | 59.584455, 18.094806 | 10006501430003 | Ladda upp en bild av detta fornminne      |
| Orkesta 143:4                      | Stensättning                     |              | Orkesta, Uppland    |       | 59.584427, 18.094640 | 10006501430004 | Ladda upp en bild av detta fornminne      |
| Orkesta 145:1                      | Stensättning                     |              | Orkesta, Uppland    |       | 59.588081, 18.100325 | 10006501450001 | Ladda upp en bild av detta fornminne      |
| Orkesta 155                        | Grav markerad av sten/block      |              | Orkesta, Uppland    |       | 59.588635, 18.135021 | 12000000037013 | Ladda upp en bild av detta fornminne      |
| Orkesta 156                        | Hög                              |              | Orkesta, Uppland    |       | 59.588745, 18.137913 | 12000000038663 | Ladda upp en bild av detta fornminne      |